# Côte de Beauté

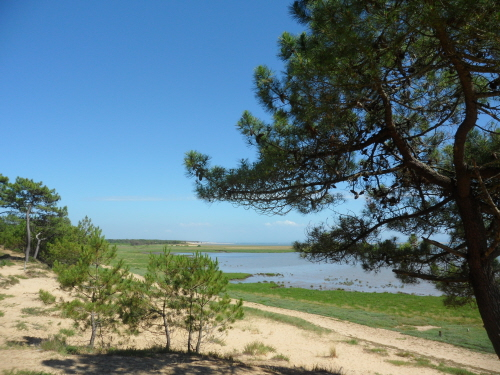
Küste der Bucht Bonne Anse

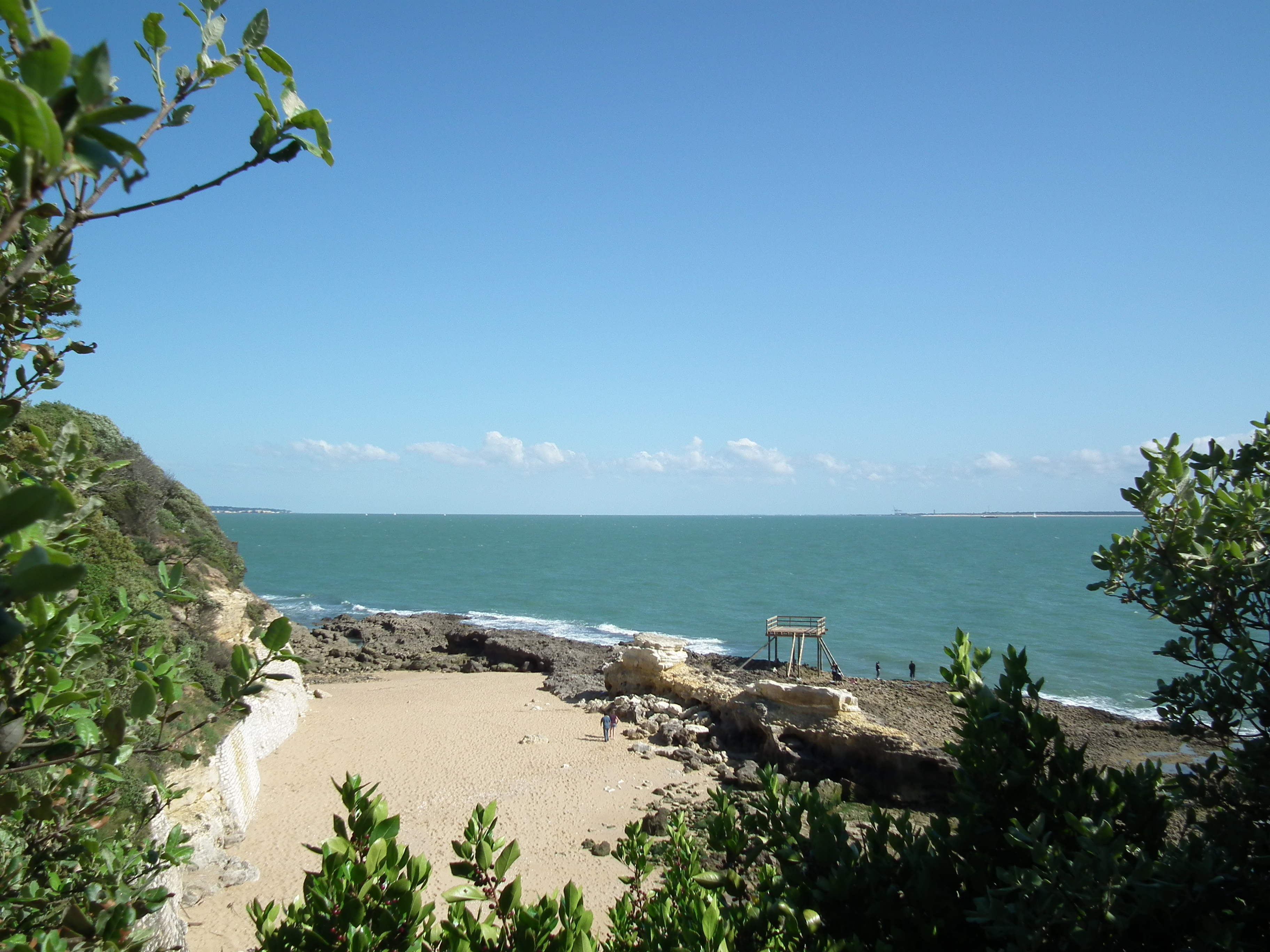
Küste bei Saint-Palais-sur-Mer

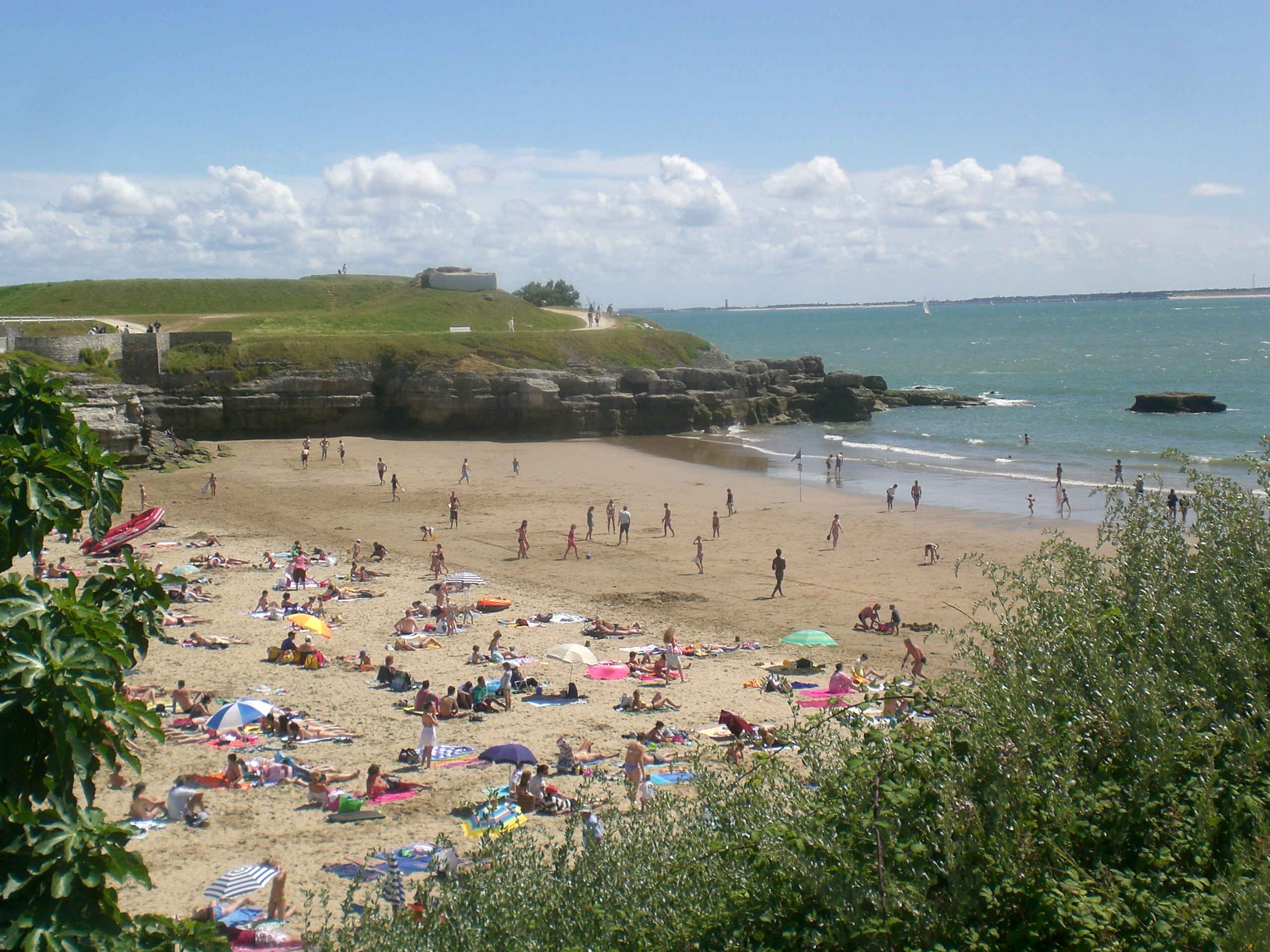
Küste bei Royan

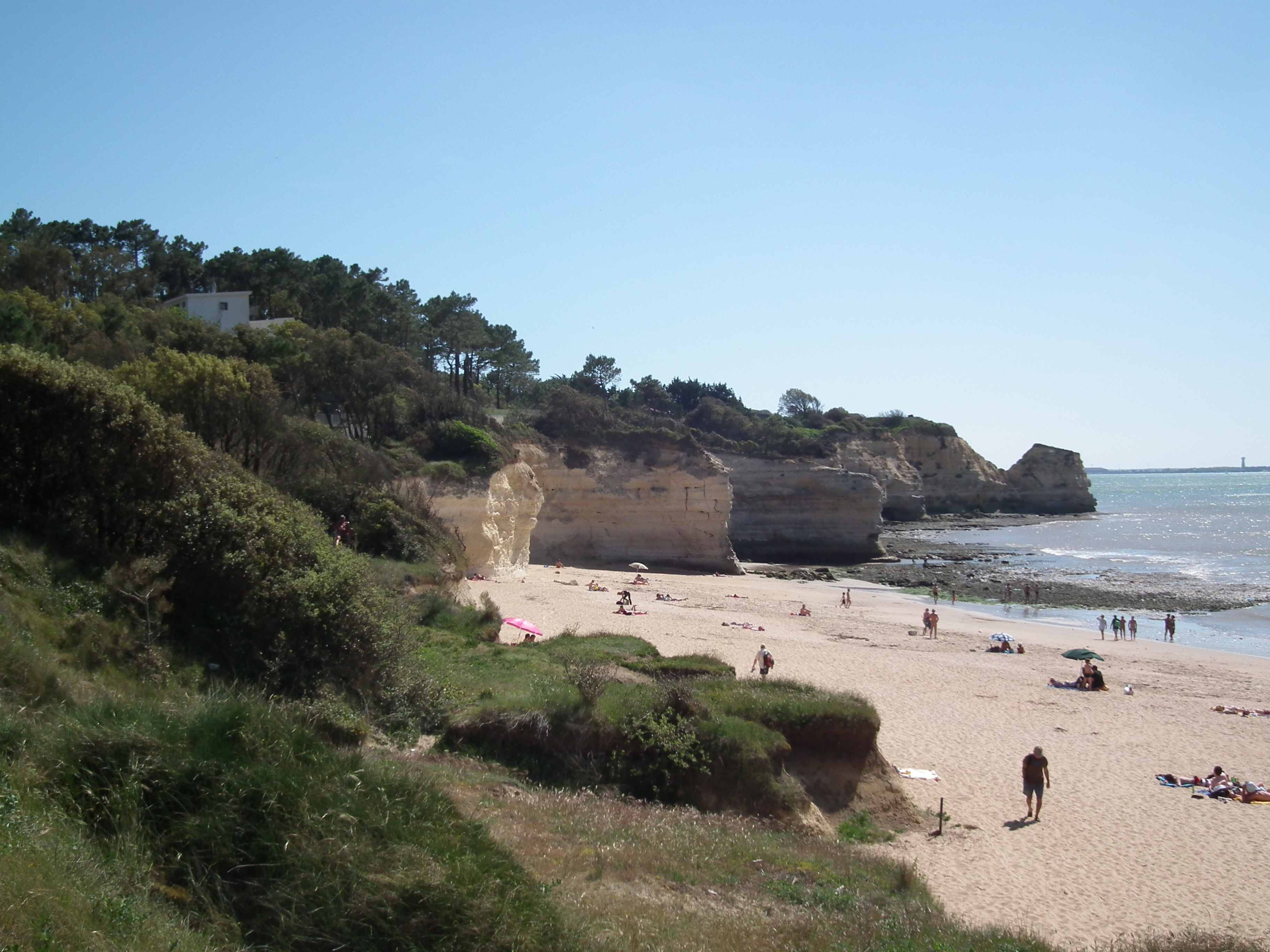
Küste bei Saint-Georges-de-Didonne

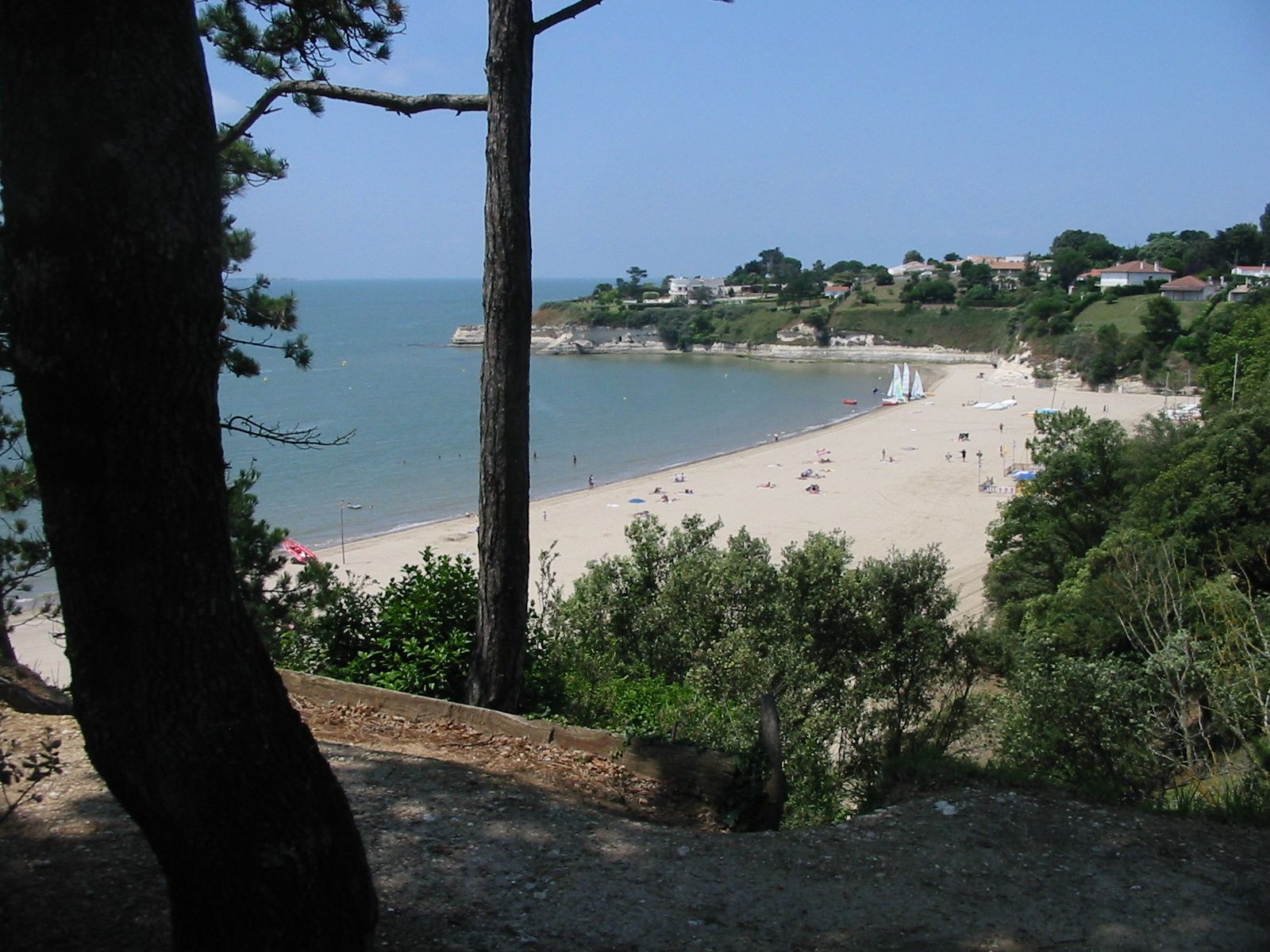
Küste bei Meschers-sur-Gironde

Die Côte de Beauté („Küste der Schönheit“ oder „schöne Küste“) ist ein nur etwa 30 Kilometer langer Abschnitt an der französischen Atlantikküste und im Mündungsbereich der Gironde.

## Geographie

### Lage
Die Côte de Beauté beginnt etwa in Höhe der Pointe de la Coubre und erstreckt sich entlang der Südwestküste der Halbinsel Arvert über die Badeorte La Palmyre, Saint-Palais-sur-Mer, Vaux-sur-Mer, Royan, Saint-Georges-de-Didonne bis nach Meschers-sur-Gironde. Gemäß der Definition des Conseil national de l'information géographique gehört auch die Atlantikküste an der Nordspitze des Médoc bis Soulac-sur-Mer zur Côte de Beauté.

### Landschaft
Das abwechslungsreiche Landschaftsprofil reicht von flachen Sandstränden im Nordwesten über flache felsige Abschnitte bis zu den etwa 30 Meter hohen Steilküsten im Südosten. Das Hinterland des nordwestlichen Küstenabschnitts mit seinen langen Stränden ist zum Teil bewaldet – im 19. Jahrhundert wurden vorwiegend Seekiefern angepflanzt. Der südöstliche Abschnitt ist dagegen geprägt von mittelgroßen Buchten.

### Klima
Das Klima wird in hohem Maße vom Atlantik, speziell der von Biskaya, beeinflusst – es ist vor allem im Herbst und Winter vergleichsweise regenreich, seltener sogar stürmisch. Im Sommer liegen die Tagestemperaturen nur selten über 30–35 °C; im Winter sind Nachtfröste an der Küste unbekannt.

### Geologie
Dem Untergrund bildet kalkhaltiger Sandstein, der im südlichen Küstenabschnitt (z. B. bei Meschers und bei Talmont) offen zutage tritt; dieser wurde früher teilweise abgebaut um daraus Kirchen und die Landsitze der Grundherrn (seigneurs), später dann auch die Bürgerhäuser der Region zu bauen. Darüber befindet sich eine dünne und recht sandige Humusschicht.

## Name
Der Küstenabschnitt zählte früher zur Côte d’Argent – ein Name, der heute nur noch für den etwa 100 Kilometer langen Streifen von Le Verdon-sur-Mer bzw. Soulac-sur-Mer bis zur Mündung des Flusses Adour bei Bayonne gebräuchlich ist. Die Bezeichnung 'Côte de Beauté' ist im Jahre 1931 vom Komitee der Miss-Europa-Wahlen ausgesucht worden. Die Französin Jeanne Juilla gewann – nach ihrem Sieg beim Wettbewerb zur 'Miss Garonne' im Jahr 1930 – im darauffolgenden Jahr die Wahlen zur 'Miss Frankreich' und dann auch – als erste Französin – den Titel 'Miss Europa'.

## Sehenswürdigkeiten
Abgesehen von vielfältigen Natureindrücken gibt es noch den Großraum von Royan mit den Stadtlandschaften von Le-Palais-sur-Mer, Vaux-sur-Mer und Royan. Auch der weltbekannte Zoo von La Palmyre und die romanische Kirche Sainte-Radegonde bei Talmont sind erwähnenswert.